# 千葉県道225号君津停車場線

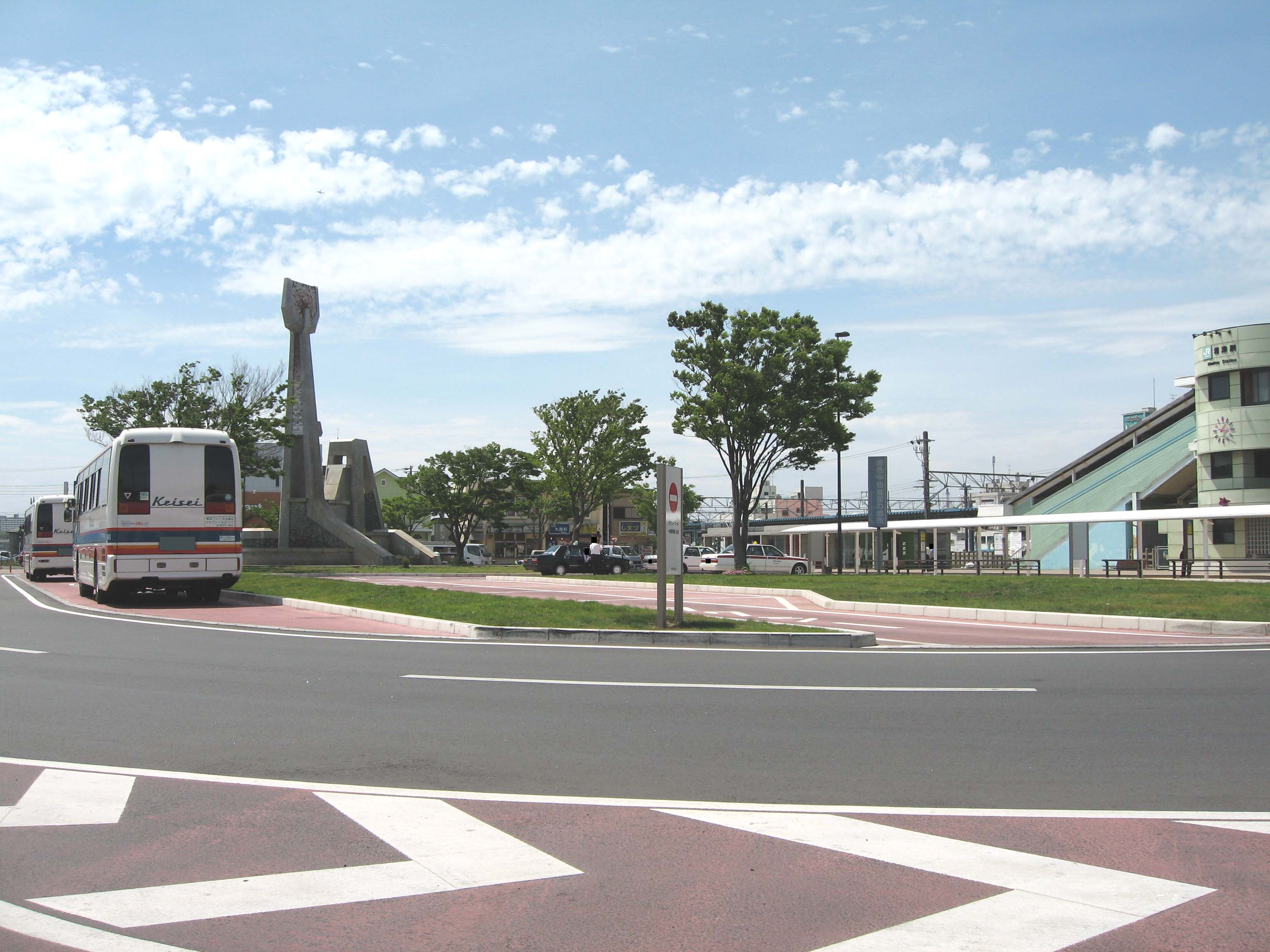
君津駅南口ロータリー（右の建物が君津駅）。県道225号の起点となる

千葉県道225号君津停車場線（ちばけんどう225ごう きみつていしゃじょうせん）は、千葉県君津市内を走る一般県道。JR内房線君津駅南側の主要道路網の一部をなす。

## 概要

### 路線データ
- 起点：君津市中野 君津駅南口駅前（北緯35度20分0秒 東経139度53分40秒 / 北緯35.33333度 東経139.89444度）
- 終点：君津市中野・久保・台 信号交差点（千葉県道158号君津青堀線・千葉県道159号君津大貫線接続・北緯35度19分45.4秒 東経139度53分50.7秒）
- 総延長：0.699 km（君津土木事務所管内：0.699 km[1]）
- 重用延長：なし（君津土木事務所管内：0.0 km）
- 実延長：0.699 km（君津土木事務所管内：0.699 km[1]）
- 認定年月日：1955年（昭和30年）3月4日
- Google マップ

## 路線概要

### 経路
君津駅南口ロータリーを起点とし、南へ直進する大通りを進む。2つ目の信号交差点（北緯35度19分50.5秒 東経139度53分34.5秒 / 北緯35.330694度 東経139.892917度）で直交する大通りへと左折して東進、さらに2つ目の信号交差点で県道158号・159号の重複区間と接続、この地点が県道225号の終点となる。

### 通称
- 君津中央通り（起点より南下する区間・北緯35度19分54.5秒 東経139度53分37秒）
- いやさか通り（途中の信号交差点で左折して終点に至る区間・北緯35度19分47.7秒 東経139度53分43秒座標: 北緯35度19分47.7秒 東経139度53分43秒）

## 地理

### 通過する自治体
- 千葉県
  - 君津市

### 沿線
- 君津駅
- 千葉信用金庫君津支店
- 千葉興業銀行君津店
- 君津住宅本社
- 御霊神社
- 長安寺